# Max Kollenscher
Max Kollenscher (geboren 27. September 1875 in Posen, Deutsches Reich; gestorben 1937 in Tel Aviv) war ein deutsch-polnischer Rechtsanwalt und politischer Vertreter der Interessen der jüdischen Minderheit in Polen und Deutschland.

## Leben
Max Kollenscher studierte Jura in Würzburg und wurde 1898 promoviert. Er entwickelte das Konzept der jüdischen Volksgemeinde, die die Religionsgemeinde (Synagogengemeinde) ersetzen sollte. In der Zeit der Gründung der Zweiten Polnischen Republik (1918–1920) stand er an der Spitze des von national-jüdischen und jüdisch-orthodoxen Kreisen gegründeten Jüdischen Volksrates und vertrat die Posener Juden im Polnischen Volksrat. Er setzte sich für die Wahrung der nationalen und persönlichen Rechte der Juden in Form einer Autonomie ein. In der ersten Ausgabe des Mitteilungsblatts des Jüdischen Volksrats Posen vom Februar 1919 schrieb Max Kollenscher den programmatischen Eröffnungsbeitrag Was wir wollen! Sein Bericht Jüdisches aus der deutsch-polnischen Übergangszeit. Posen 1918–1920 gehört zu den wichtigsten Zeugnissen für die Geschichte der Juden in Posen in dieser Zeit.
Kollenscher war verheiratet mit Betty, geborene Kaliski. Kollenscher wanderte 1920 nach Berlin aus, wo er dem Vorstand der Jüdischen Gemeinde als Vertreter der Jüdischen Volkspartei angehörte. Vor der Emigration lebte das Ehepaar zuletzt Kurfürstendamm 61 in Berlin-Charlottenburg. 1933 emigrierten Kollenscher und seine Frau nach Tel Aviv. Dort starb Max Kollenscher 1937.

## Schriften (Auswahl)
- Zionismus und Staatsbürgertum. 1904.
- Aufgaben jüdischer Gemeindepolitik. Posen 1905.
- Jüdische Gemeindepolitik. Zionistisches Zentralbureau, Berlin 1909 (Digitalisat).
- Rechtsverhältnisse der Juden in Preußen. Verlagsbuchhandlung I. Guttentag, Berlin 1910.
- Zionismus oder liberales Judentum. Zionistische Vereinigung für Deutschland, Berlin 1912 (Digitalisat).
- Die polnische Staatsangehörigkeit, ihr Erwerb und Inhalt für Einzelpersonen und Minderheiten dargestellt auf Grund des zwischen den alliierten und assoziierten Hauptmächten und Polen geschlossenen Staatsvertrages vom 28. Juni 1919. Vahlen, Berlin 1920 (Digitalisat).
- Jüdisches aus der deutsch-polnischen Übergangszeit. Posen 1918–1920. Ewer, Berlin 1925 (Digitalisat).
- Aktive und passive Judenpolitik. Eine zeitgemäße Betrachtung und Grenzziehung. Rubin Mass, Berlin 1932 (Digitalisat).
- Gedanken zum Judenstaat. Selbstverlag der Zionistisch-Akademischen Gesellschaft in Erez-Israel, Tel-Aviv 1935 (Digitalisat).